# Iproclozida
La Iproclozida (conocida también como Sursum o Sinderesin) es un inhibidor de la monoaminooxidasa (IMAO) irreversible y no selectivo derivado de la hidrazina que fue utilizado como antidepresivo; sin embargo, actualmente su producción y comercialización está discontinuada debido principalmente a que existen antecedentes respecto a que causaría hepatitis fulminante, mientras que se han reportado al menos tres fallecimientos asociados a la administración de este medicamento.